# Província de Buzen
Buzen (豊前国, Buzen no kuni) foi uma antiga província do Japão ao norte de Kyūshū, fazendo fronteira com as províncias de Bungo e Chikuzen. Hoje a área é a parte oriental da prefeitura de Fukuoka, incluindo alguns distritos do norte da prefeitura de Ōita.

Mapa das províncias japonesas (1868) com a província de Buzen em destaque

As ruínas da antiga capital foram encontras perto de Toyotsu. Kokura, a cidade do castelo, também se localizava em Buzen e era a sede de diversos senhores feudais.
Após a abolição do sistema de clãs em 1871, Buzen tornou-se prefeitura de Kokura por quatro anos até ser absorvida pela prefeitura de Fukuoka em 1876.